# Élections législatives de 1869 dans l'Aisne
Les élections législatives françaises de 1869 se déroulent le 24 mai 1869. Dans le département de l'Aisne, quatre députés sont à élire dans le cadre de quatre circonscriptions.

## Élus
|   | Circonscription | Député sortant        |  | Parti               | Député élu ou réélu   |  | Parti                |
| - | --------------- | --------------------- |  | ------------------- | --------------------- |  | -------------------- |
| = | Première        | Ernest Hébert         |  | Majorité dynastique | Ernest Hébert         |  | Majorité dynastique  |
| = | Seconde         | François Malézieux    |  | Républicain modéré  | François Malézieux    |  | Républicain modéré   |
| = | Troisième       | Edouard Piette        |  | Centre droit        | Edouard Piette        |  | Bonapartiste libéral |
| = | Quatrième       | Edmond de Tillancourt |  | Centre gauche       | Edmond de Tillancourt |  | Centre gauche        |

## Résultats

### Résultats à l'échelle du département
|                | Républicains modérés    | 39 001  | 29,46  | 1 |  |  |
|                | Centre gauche           | 34 916  | 26,38  | 1 |  |  |
|                | Opposition républicaine | 73 917  | 55,84  | 2 |  |  |
|                |                         |         |        |   |  |  |
|                | Majorité dynastique     | 33 552  | 25,35  | 1 |  |  |
|                | Bonapartiste libéral    | 18 896  | 14,27  | 1 |  |  |
|                | Bonapartistes           | 52 448  | 39,62  | 2 |  |  |
|                |                         |         |        |   |  |  |
|                | Opposition royaliste    | 5 060   | 3,82   | 0 |  |  |
|                |                         |         |        |   |  |  |
|                | Indépendants            | 949     | 0,72   | 0 |  |  |
|                |                         |         |        |   |  |  |
| Inscrits       | Inscrits                | 154 479 | 100,00 |   |  |  |
| Abstentions    | Abstentions             | 21 682  | 14,04  |   |  |  |
| Votants        | Votants                 | 132 797 | 85,96  |   |  |  |
| Blancs et nuls | Blancs et nuls          | 423     | 0,32   |   |  |  |
| Exprimés       | Exprimés                | 132 374 | 99,68  |   |  |  |

### Résultats par circonscription

#### Première circonscription
- Député sortant : Ernest Hébert (Majorité dynastique), réélu.

|                  | Ernest Hébert*   | Majorité dynastique  | 20 140 | 58,91  |  |  |
|                  | Aimé Leroux      | Centre gauche        | 8 041  | 23,52  |  |  |
|                  | Édouard Houssaye | Opposition royaliste | 5 060  | 14,80  |  |  |
|                  | M. Binet-Blot    | Indépendant          | 949    | 2,78   |  |  |
|                  |                  |                      |        |        |  |  |
| Inscrits         | Inscrits         | Inscrits             | 39 287 | 100,00 |  |  |
| Abstentions      | Abstentions      | Abstentions          | 4 967  | 12,64  |  |  |
| Votants          | Votants          | Votants              | 34 320 | 87,36  |  |  |
| Blancs et nuls   | Blancs et nuls   | Blancs et nuls       | 130    | 0,38   |  |  |
| Exprimés         | Exprimés         | Exprimés             | 34 190 | 99,62  |  |  |
| * député sortant |                  |                      |        |        |  |  |

#### Seconde circonscription
- Député sortant : François Malézieux (Républicain modéré), réélu.

|                  | François Malézieux* | Républicain modéré  | 22 046 | 72,56  |  |  |
|                  | Martin Desains      | Majorité dynastique | 8 337  | 27,44  |  |  |
|                  |                     |                     |        |        |  |  |
| Inscrits         | Inscrits            | Inscrits            | 34 786 | 100,00 |  |  |
| Abstentions      | Abstentions         | Abstentions         | 4 299  | 12,36  |  |  |
| Votants          | Votants             | Votants             | 30 487 | 87,64  |  |  |
| Blancs et nuls   | Blancs et nuls      | Blancs et nuls      | 104    | 0,34   |  |  |
| Exprimés         | Exprimés            | Exprimés            | 30 383 | 99,66  |  |  |
| * député sortant |                     |                     |        |        |  |  |

#### Troisième circonscription
- Député sortant : Édouard Piette (Bonapartiste libéral), réélu.

|                  | Édouard Piette* | Bonapartiste libéral | 18 896 | 52,71  |  |  |
|                  | Edmond Turquet  | Républicain modéré   | 12 183 | 33,98  |  |  |
|                  | Jules Favre     | Républicain modéré   | 4 772  | 13,31  |  |  |
|                  |                 |                      |        |        |  |  |
| Inscrits         | Inscrits        | Inscrits             | 43 214 | 100,00 |  |  |
| Abstentions      | Abstentions     | Abstentions          | 7 232  | 16,74  |  |  |
| Votants          | Votants         | Votants              | 35 982 | 83,26  |  |  |
| Blancs et nuls   | Blancs et nuls  | Blancs et nuls       | 131    | 0,36   |  |  |
| Exprimés         | Exprimés        | Exprimés             | 35 851 | 99,64  |  |  |
| * député sortant |                 |                      |        |        |  |  |

#### Quatrième circonscription
- Député sortant : Edmond de Tillancourt (Centre gauche), réélu.

|                  | Edmond de Tillancourt*          | Centre gauche       | 21 125 | 66,12  |  |  |
|                  | William Waddington              | Centre gauche       | 5 750  | 18,00  |  |  |
|                  | Auguste de Montesquiou-Fézensac | Majorité dynastique | 5 075  | 15,88  |  |  |
|                  |                                 |                     |        |        |  |  |
| Inscrits         | Inscrits                        | Inscrits            | 37 192 | 100,00 |  |  |
| Abstentions      | Abstentions                     | Abstentions         | 5 184  | 13,94  |  |  |
| Votants          | Votants                         | Votants             | 32 008 | 86,06  |  |  |
| Blancs et nuls   | Blancs et nuls                  | Blancs et nuls      | 58     | 0,18   |  |  |
| Exprimés         | Exprimés                        | Exprimés            | 31 950 | 99,82  |  |  |
| * député sortant |                                 |                     |        |        |  |  |

## Rappel des résultats départementaux des élections de 1863

### Élus en 1863
| Circ.            | Élu(e) | Élu(e)              | Élu(e)                         | Élu(e)               | Élu(e)               | Battu(e) (seconde place) | Battu(e) (seconde place) | Battu(e) (seconde place)    | Battu(e) (seconde place) | Battu(e) (seconde place) |
| Circ.            | Parti  | Parti               | Nom                            | % suffrages exprimés | % suffrages exprimés | Parti                    | Parti                    | Nom                         | % suffrages exprimés     | % suffrages exprimés     |
| Circ.            | Parti  | Parti               | Nom                            | 1er tour             | 2e tour              | Parti                    | Parti                    | Nom                         | 1er tour                 | 2e tour                  |
| ---------------- | ------ | ------------------- | ------------------------------ | -------------------- | -------------------- | ------------------------ | ------------------------ | --------------------------- | ------------------------ | ------------------------ |
| Première         |        | Majorité dynastique | Ernest Hébert*                 | 100,00 %             | -                    | Pas d'adversaire         | Pas d'adversaire         | Pas d'adversaire            | Pas d'adversaire         | Pas d'adversaire         |
| Seconde          |        | Républicain modéré  | François Malézieux             | 36,10 %              | 58,18 %              |                          | Majorité dynastique      | François Georges d'Hargival | 40,70 %                  | 41,82 %                  |
| Troisième        |        | Majorité dynastique | Antonin Vilcocq                | 65,56 %              | -                    |                          | Bonapartiste dissident   | Arsène Debrotonne           | 28,84 %                  | -                        |
| Quatrième        |        | Majorité dynastique | Ernest Geoffroy de Villeneuve* | 83,63 %              | -                    |                          | Républicain              | Armand Lherbette            | 16,37 %                  | -                        |
| * député sortant |        |                     |                                |                      |                      |                          |                          |                             |                          |                          |

Dans la quatrième circonscription, une élection partielle est organisée au cours de la législature en raison du décès d'Ernest Geoffroy de Villeneuve en mai 1865. L'ancien député républicain Edmond de Tillancourt est élu lors de cette élection le 20 août 1865.